# Muhammad ibn Yūsuf al-Warrāq
Muhammad ibn Yūsuf al-Warrāq (* 904 in Guadalajara (Spanien); † 973 oder 974 in Córdoba) war ein andalusischer Geschichtsschreiber und Geograph.
Er lebte viele Jahre in Qairawān und kehrte während der Regierungszeit von Kalif al-Hakam II. (961–976) nach Córdoba zurück.
Sein geografisches Werk Buch der Reiserouten und Königreiche, unter anderem über die Topografie Nordafrikas, ist heute verloren und nur noch über Abū ʿUbaid al-Bakrī bekannt.